# 24 de dezembro
24 de dezembro é o 358.º dia do ano no calendário gregoriano (359.º em anos bissextos). Faltam 7 dias para acabar o ano.

## Eventos históricos

1914: Começa a "Trégua de Natal"

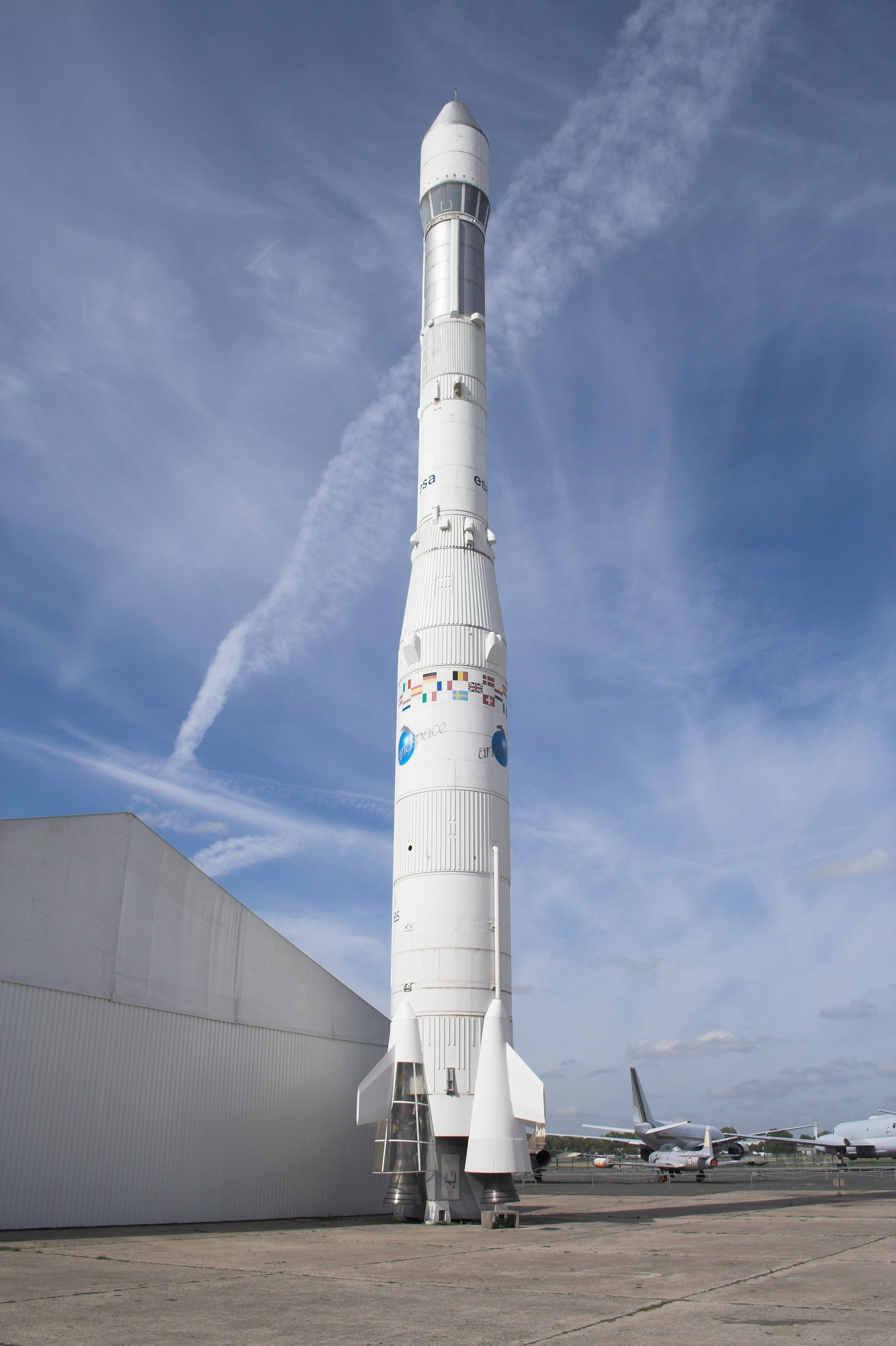
1986: Modelo do Ariane 1

- 0640 — É eleito o Papa João IV.
- 0820 — O imperador Leão V, o Armênio é assassinado na Santa Sofia em Constantinopla e é sucedido por Miguel II, o Amoriano.
- 1144 — A capital do estado cruzado do Condado de Edessa cai para Imadadim Atabegue Zengui, o atabegue de Moçul e Alepo.
- 1294 — Benedetto Gaetani é eleito Papa Bonifácio VIII.
- 1500 — Uma frota veneziana- espanhola conjunta captura o Castelo de São Jorge na ilha de Cefalônia.[1]
- 1734 — Publicadas as Cartas Filosóficas de Voltaire.
- 1768 — Funda-se a Imprensa Régia em Lisboa.
- 1777 — Kiritimati, também chamada de Ilha do Natal, é descoberta por James Cook.[2]
- 1779 — Dona Maria I funda a Academia Real das Ciências de Lisboa.
- 1800 — A conspiração da rue Saint-Nicaise falha em matar Napoleão Bonaparte.[3]
- 1814 — Representantes da Grã-Bretanha e dos Estados Unidos assinam o Tratado de Gante, encerrando a Guerra Anglo-Americana de 1812.
- 1818 — A primeira apresentação de Noite Feliz acontece na igreja de St. Nikolaus em Oberndorf, Áustria.
- 1846 — Os britânicos adquiriram Labuan do Sultanato de Brunei para a Grã-Bretanha.[4]
- 1856 — Imigrantes europeus no então Império do Brasil que haviam se estabelecido como trabalhadores rurais neste país lutaram na Revolta de Ibicaba.
- 1865 — Nos Estados Unidos Jonathan Shank e Barry Ownby formam o grupo terrorista racista Ku Klux Klan.
- 1868 — Guerra do Paraguai: os três novos comandantes da Tríplice Aliança (o brasileiro Luís Alves de Lima e Silva, o argentino Gelly y Obes e o uruguaio Enrique Castro) enviam uma intimação a Solano López para que se renda.
- 1871 — Estreia no Cairo, Egito, a ópera Aida.
- 1900 — Os brasileiros são derrotados pelos militares bolivianos, que dissolvem a República do Acre.
- 1906 — Rádio: Reginald Fessenden transmite o primeiro programa de rádio; consistindo em uma leitura de poesia, um solo de violino e um discurso.
- 1914 — Primeira Guerra Mundial: começa a "Trégua de Natal".
- 1920 — Gabriele D'Annunzio rendeu a Regência Italiana de Carnaro na cidade de Fiume às Forças Armadas da Itália.
- 1924 — Albânia torna-se uma república.
- 1929 — Tentativa de assassinato do presidente argentino Hipólito Yrigoyen.
- 1938 — Inaugurada oficialmente a Bolsa de Valores do Rio de Janeiro.
- 1939 – Segunda Guerra Mundial: o Papa Pio XII faz um apelo na véspera de Natal pela paz.
- 1941
  - Segunda Guerra Mundial: Kuching é conquistado pelas forças japonesas.[5]
  - Segunda Guerra Mundial: Bengasi é conquistada pelo Oitavo Exército britânico.[6]
- 1942 — Segunda Guerra Mundial: o monarquista francês Fernand Bonnier de La Chapelle assassina o almirante - da França de Vichy - François Darlan em Argel, Argélia.[7]
- 1943 — Segunda Guerra Mundial: o general americano Dwight D. Eisenhower é nomeado Comandante Supremo Aliado da Operação Overlord.
- 1945
  - No estado do Pará, o projeto da Fordilândia foi oficialmente encerrado, a partir de então conhecido como uma cidade fantasma.
  - Cinco de nove crianças desaparecem depois que sua casa em Fayetteville, Virgínia Ocidental, é incendiada.
- 1951 — A Líbia se torna independente. Idris I é proclamado Rei da Líbia.
- 1952 — Primeiro voo do bombardeiro estratégico Handley Page Victor da Grã-Bretanha.
- 1964 — O Hotel Brinks, no Vietnã, é bombardeado, em plena Guerra do Vietnã.
- 1966 — Um Canadair CL-44 fretado pelos militares dos Estados Unidos cai em uma pequena vila no Vietnã do Sul, matando 111 pessoas.[8]
- 1968 — Programa Apollo: a tripulação da Apollo 8 entra em órbita ao redor da Lua, tornando-se os primeiros humanos a fazê-lo. Realizaram dez órbitas lunares e transmitiram imagens de TV ao vivo.
- 1969 — Tropas nigerianas capturam Umuahia, capital do Biafra.
- 1971 — O voo 508 da LANSA é atingido por um raio e cai no distrito de Puerto Inca, no departamento de Huánuco, no Peru, matando 91 pessoas.[9]
- 1979 — Tropas nigerianas capturam Umuahia, a capital biafrense.
- 1974 — O ciclone Tracy arrasa Darwin, na Austrália.
- 1979 — Primeiro lançamento bem-sucedido do foguete Ariane 1 a partir do Centro Espacial de Kourou, Guiana Francesa, França.
- 2003 — A polícia espanhola frustra uma tentativa do ETA de detonar 50 kg de explosivos às 15h55 dentro da movimentada estação de Chamartín, em Madri.[10]
- 2005 — Relações Chade-Sudão: Chade declara estado de beligerância contra o Sudão após um ataque de 18 de dezembro a Adré, que deixou cerca de 100 mortos.[11]

## Nascimentos

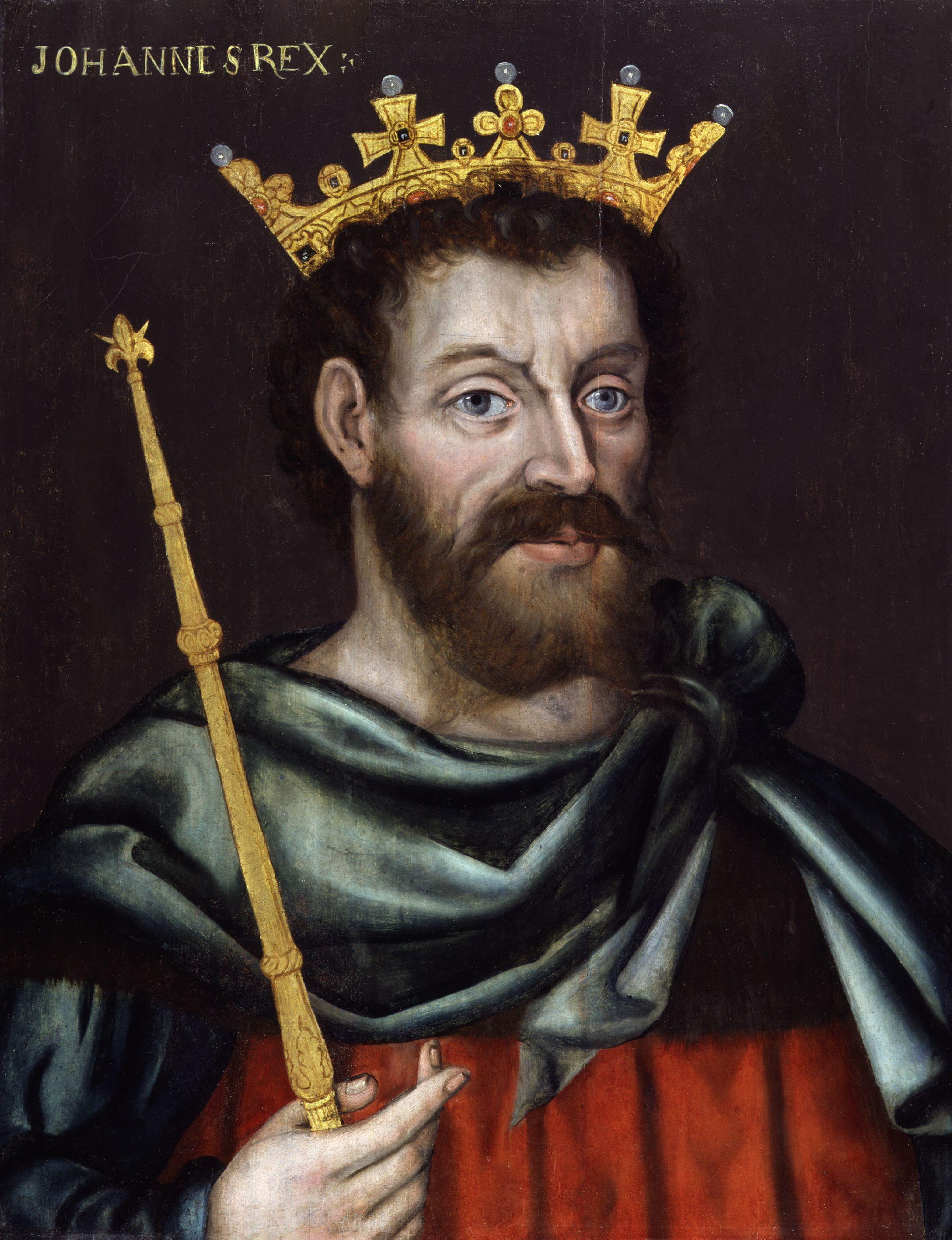
João, o Sem Terra

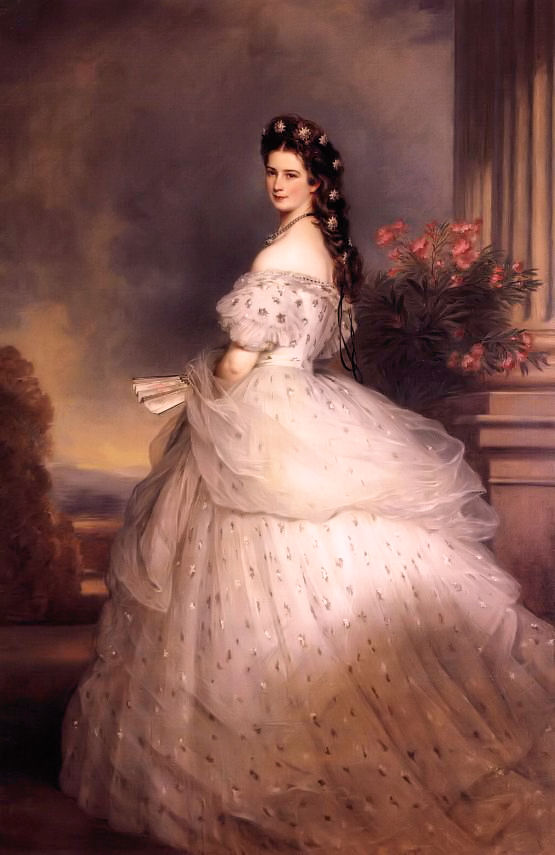
Isabel, imperatriz da Áustria

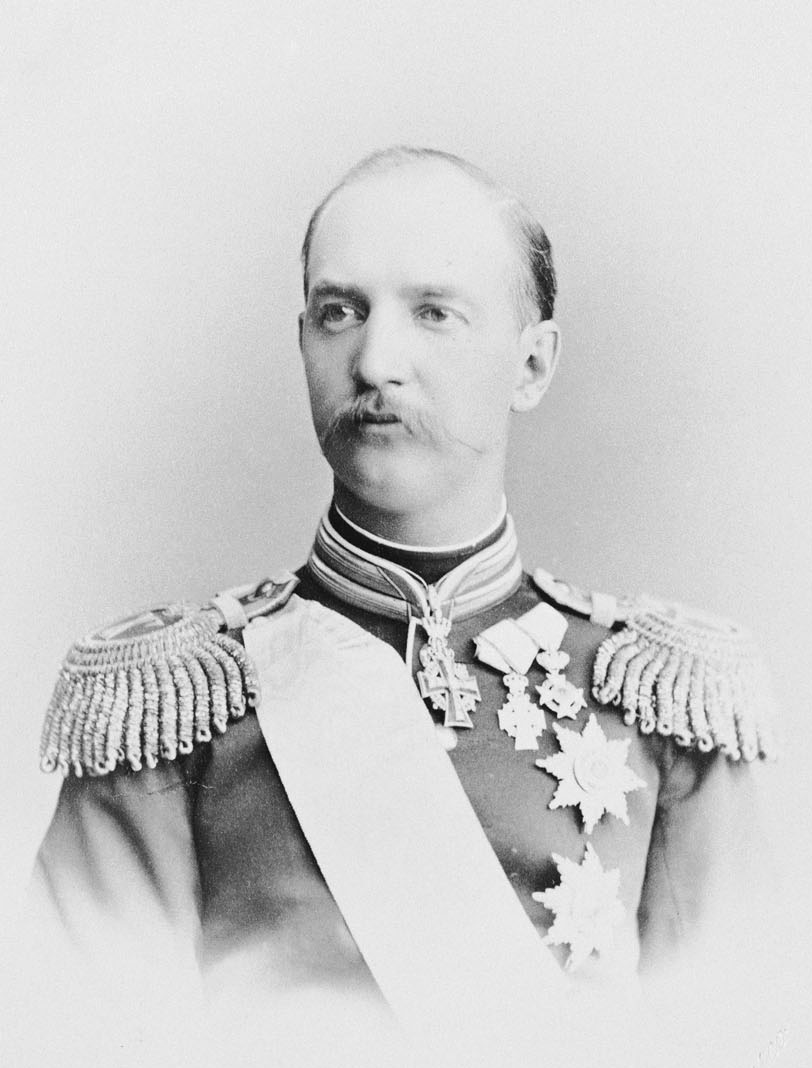
Jorge I da Grécia

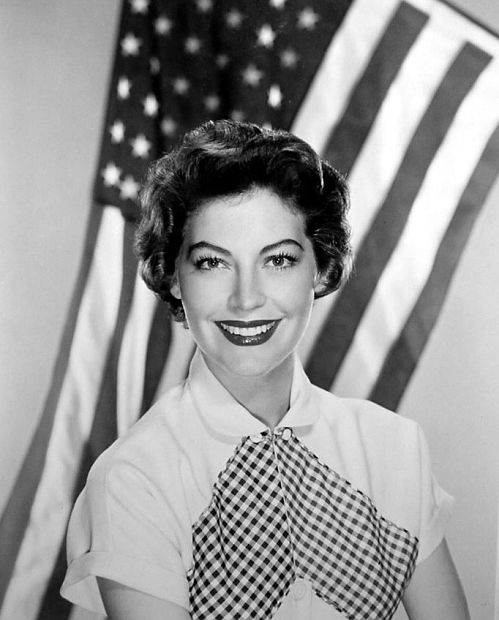
Ava Gardner

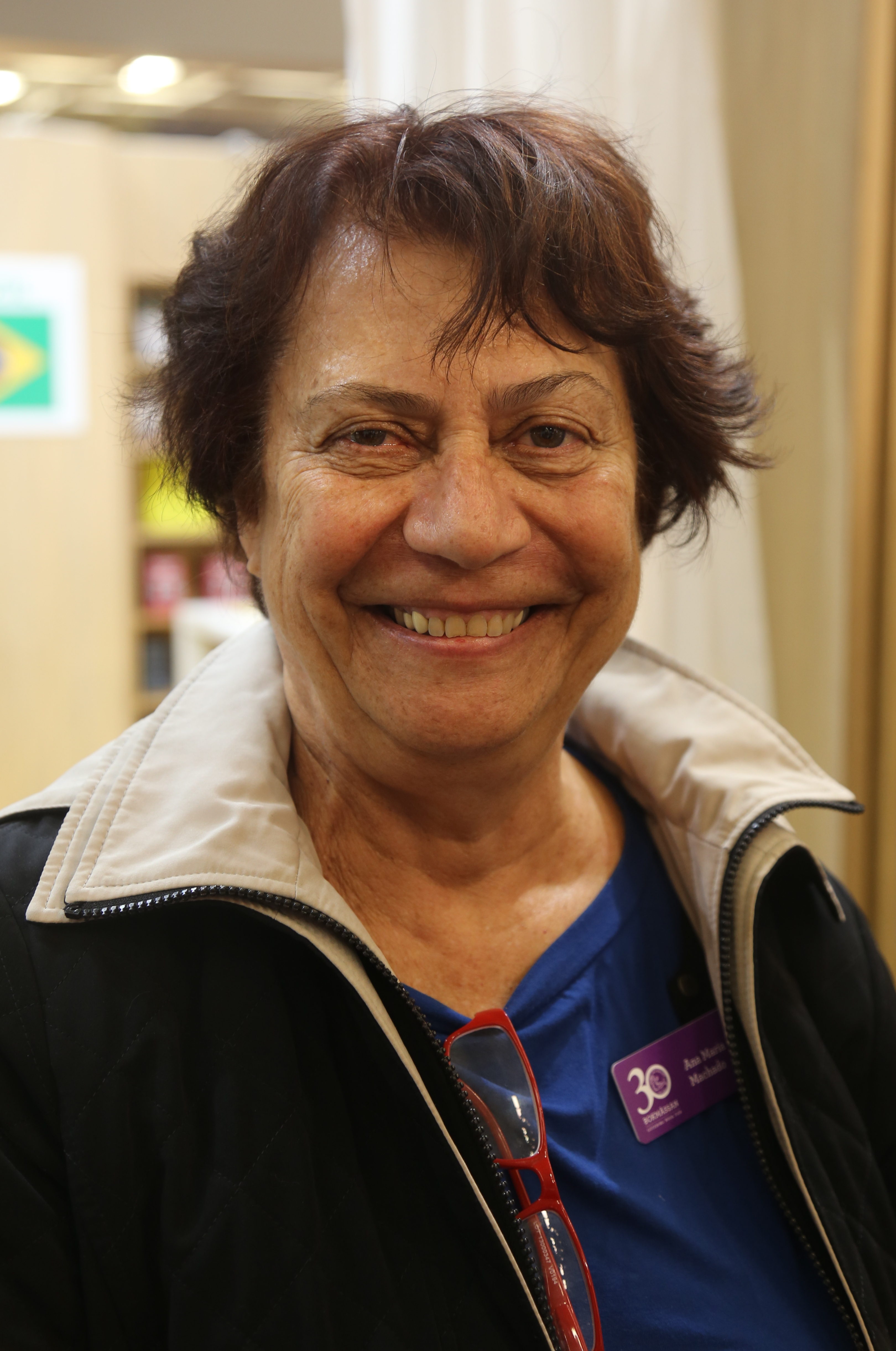
Ana Maria Machado

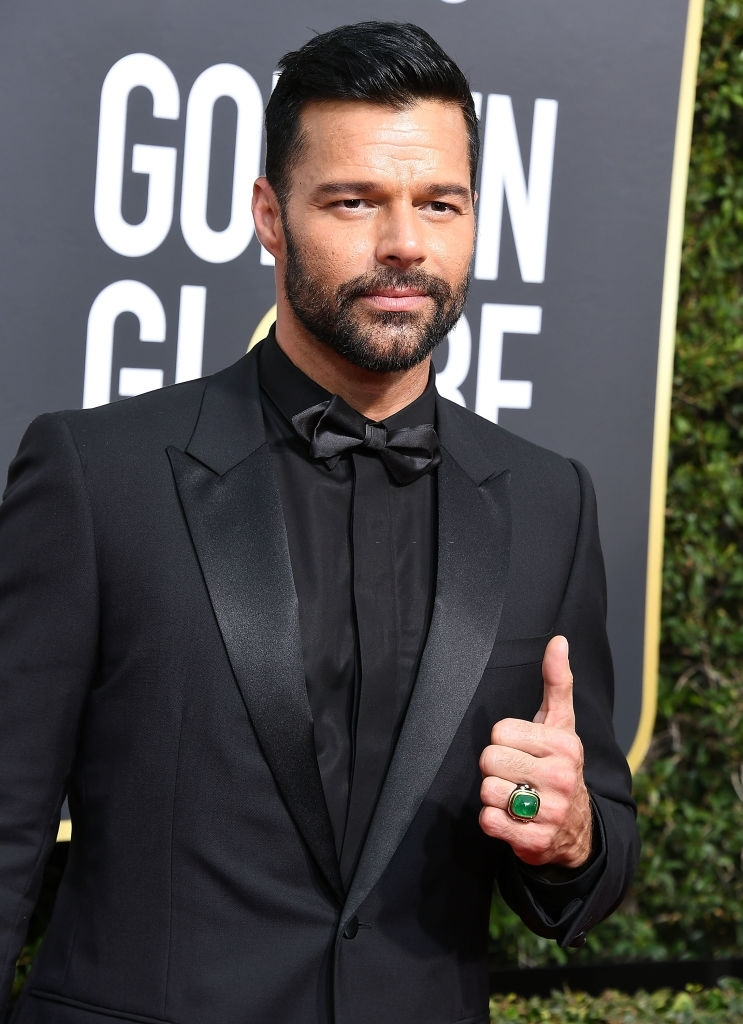
Ricky Martin

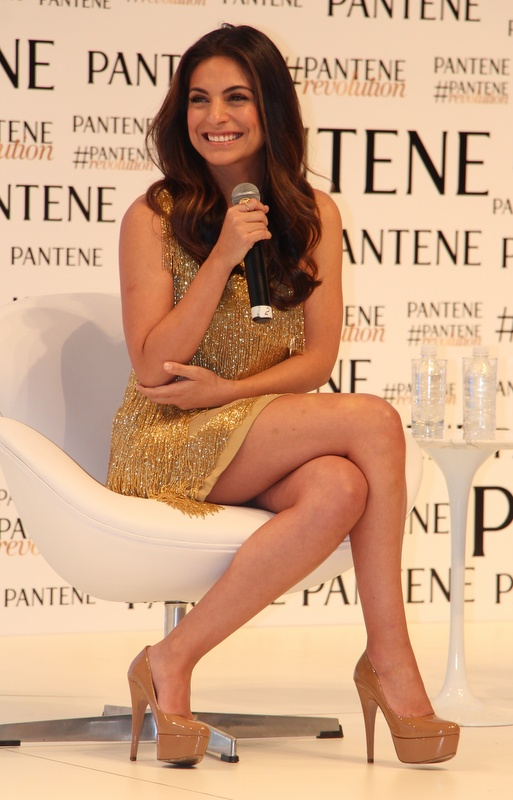
Ana Brenda Contreras

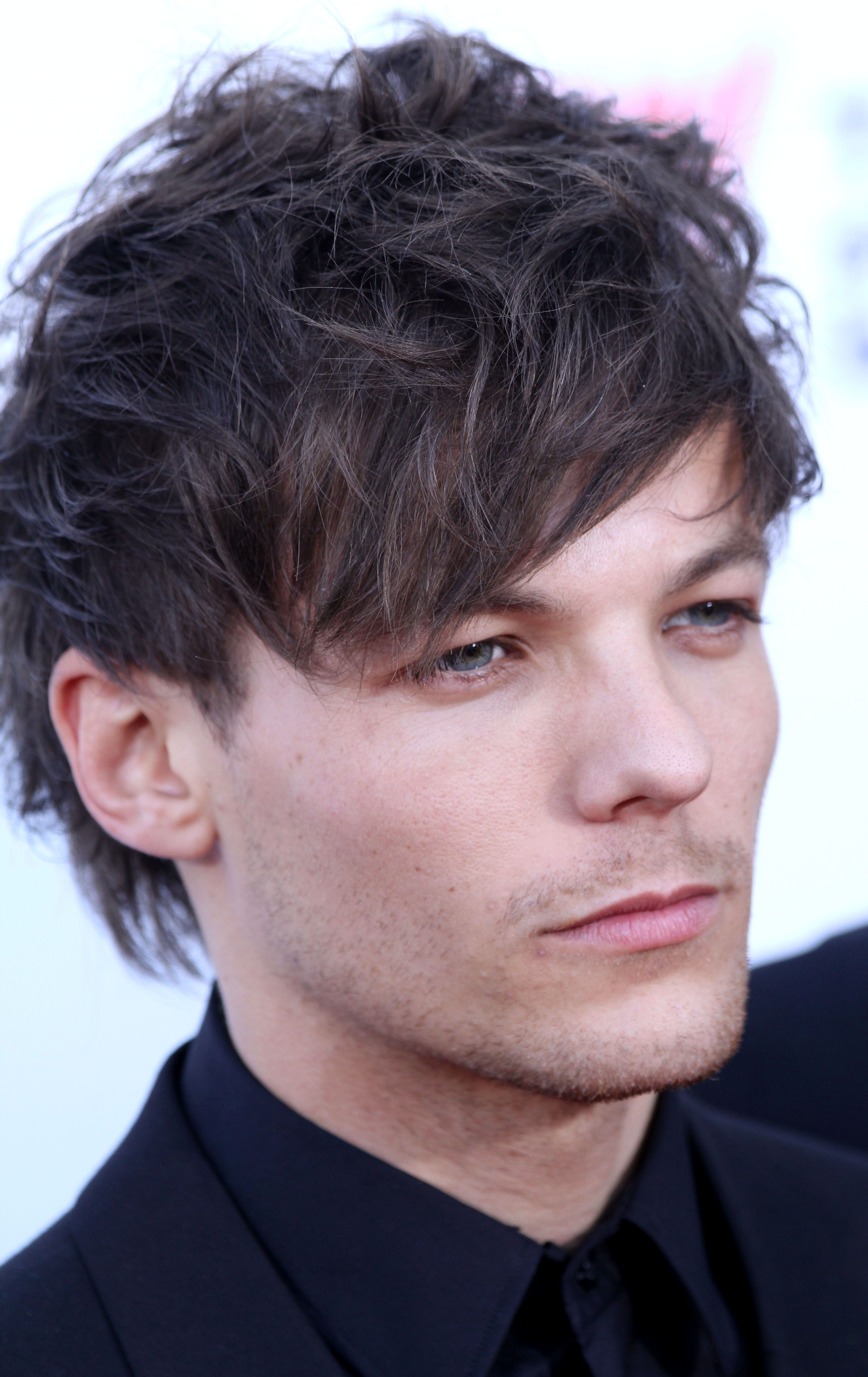
Louis Tomlinson

### Anteriores ao século XIX
- 3 a.C. — Galba, imperador romano (m. 69 d.C.).
- 1166 — João de Inglaterra (m. 1216).
- 1389 — João V de Bretanha (m. 1442).
- 1475 — Thomas Murner, poeta e tradutor alemão (m. 1537).
- 1588 — Constança de Habsburgo, rainha da Polônia (m. 1631).
- 1597 — Honorato II, Príncipe de Mônaco (m. 1662).
- 1634 — Maria Ana de Áustria, Rainha de Espanha (m. 1696).
- 1761 — Selim III, sultão otomano (m. 1808).
- 1784 — Helena Pavlovna da Rússia (m. 1803).
- 1798 — Adam Mickiewicz, poeta polonês (m. 1855).

### Século XIX
- 1809 — Kit Carson, general norte-americano (m. 1868).
- 1810
  - John Neely Bryan, comerciante e advogado estadunidense (m. 1877).
  - Wilhelm Marstrand, pintor dinamarquês (m. 1873).
- 1818 — James Prescott Joule, físico britânico (m. 1889).
- 1821 — Gabriel García Moreno, político equatoriano (m. 1875).
- 1837
  - Isabel, imperatriz da Áustria (m. 1898)
  - Cosima Wagner, baronesa alemã (m. 1930).
- 1840 — Hugh Ware McKee, pastor e missionário estadunidense (m. 1877).
- 1842 — Blanche Coventry, Condessa de Coventry (m. 1930).
- 1843 — Lydia Koidula, escritora estoniana (m. 1886).
- 1845 — Jorge I da Grécia (m. 1913).
- 1854 — José María Reina Barrios, político guatemalteco (m. 1898).
- 1863
  - Enrique Fernández Arbós, maestro e compositor espanhol (m. 1939).
  - Ljubomir Davidović, político sérvio (m. 1940).
- 1867 — Kantaro Suzuki, político japonês (m. 1948).
- 1865 — Amália da Baviera, duquesa de Urach (m. 1912).
- 1868 — Emanuel Lasker, enxadrista alemão (m. 1941).
- 1869 — Cristina de Bourbon-Duas Sicílias (m. 1870).
- 1876 — Thomas Madsen-Mygdal, político dinamarquês (m. 1943).
- 1879 — Alexandrina Augusta, rainha consorte da Dinamarca (m. 1952).
- 1885 — Charles Simmons, ginasta britânico (m. 1945).
- 1886
  - Bogoljub Jevtić, político e diplomata sérvio (m. 1960).
  - Michael Curtiz, ator, diretor e produtor cinematográfico húngaro-americano (m. 1962).
- 1891 — Elmano Cardim, jornalista brasileiro (m. 1979).
- 1892 — Ruth Chatterton, atriz norte-americana (m. 1961).
- 1894 — Georges Guynemer, aviador francês (m. 1917).
- 1895 — Nikolaus von Vormann, militar alemão (m. 1959).
- 1897 — Ville Pörhöla, atleta finlandês (m. 1964).

### Século XX

#### 1901–1950
- 1905
  - Howard Hughes, aviador, engenheiro aeronáutico e industrial norte-americano (m. 1976).
  - Hendrik Wade Bode, engenheiro neerlandês-americano (m. 1982).
- 1906 — James Hadley Chase, escritor britânico (m. 1985).
- 1910 — Fritz Leiber, escritor norte-americano (m. 1993).
- 1913 — Ad Reinhardt, pintor norte-americano (m. 1967).
- 1915 — Maria Luiza Rezende Marques, carmelita brasileira (m. 2005).
- 1917 — Kim Jong-suk, ativista e política norte-coreana (m. 1949).
- 1920 — Stormé DeLarverie, ativista estadunidense (m. 2014).
- 1922 — Ava Gardner, atriz e cantora estadunidense (m. 1990).
- 1923 — Michael DiBiase, wrestler norte-americano (m. 1969).
- 1925 — Masaya Nakamura, empresário japonês (m. 2017).
- 1926 — Luis Costales, escritor, filósofo e político equatoriano (m. 2006).
- 1927 — Mary Higgins Clark, escritora norte-americana (m. 2020).
- 1928 — Manfred Rommel, político alemão (m. 2013).
- 1929 — Lennart Skoglund, futebolista sueco (m. 1975).
- 1930 — Arsenio Iglesias, futebolista e treinador de futebol espanhol (m. 2023).
- 1931
  - Mauricio Kagel, compositor argentino (m. 2008).
  - Ray Bryant, pianista e compositor norte-americano (m. 2011).
  - Alves Barbosa, ciclista português (m. 2018).
- 1934 — Stjepan Mesić, político croata.
- 1936
  - Léo Eichmann, ex-futebolista suíço.
  - Ada Karmi-Melamede, arquiteta israelense.
- 1937 — Félix Miélli Venerando, futebolista e treinador de futebol brasileiro (m. 2012).
- 1938
  - Valentim Loureiro, político e dirigente esportivo português.
  - Philippe Nahon, ator francês (m. 2020).
- 1941
  - Ana Maria Machado, escritora brasileira.
  - Darci Piana, economista e político brasileiro.
  - Howden Ganley, ex-automobilista neozelandês.
- 1943 — Tarja Halonen, jurista e política finlandesa.
- 1944
  - Oswald Gracias, religioso indiano.
  - Paulo Luís Borges, futebolista brasileiro (m. 2011).
- 1945
  - Nicholas Meyer, diretor, produtor, roteirista e escritor norte-americano.
  - Lemmy, músico britânico (m. 2015).
- 1946
  - Jan Akkerman, guitarrista neerlandês.
  - Roselyne Bachelot-Narquin, política francesa.
  - Erwin Pröll, político austríaco.
- 1947 — Miguel Ángel González, futebolista espanhol (m. 2024).
- 1948
  - Edwige Fenech, atriz francesa.
  - Orlando Costa, ator português (m. 2022).
- 1949 — Warwick Brown, ex-automobilista australiano.
- 1950 — Búfalo Gil, ex-futebolista e treinador de futebol brasileiro.

#### 1951–2000
- 1951
  - Sérgio Ramirez, ex-futebolista e treinador de futebol uruguaio.
  - Jerzy Kraska, ex-futebolista polonês.
- 1953 — Adam Szal, arcebispo polonês.
- 1954
  - José María Figueres Olsen, político costarriquenho.
  - Gregory S. Paul, pesquisador, ilustrador e escritor norte-americano.
- 1955 — Grand L. Bush, ator norte-americano.
- 1956 — Amor Jebali, ex-futebolista tunisiano.
- 1957
  - Hamid Karzai, político afegão.
  - António André, ex-futebolista português.
- 1958
  - Olivia Byington, cantora e compositora brasileira.
  - Munetaka Higuchi, baterista e produtor musical japonês (m. 2008).
- 1959
  - Shpëtim Duro, treinador de futebol albanês.
  - Diane Tell, cantora e guitarrista canadense.
- 1960
  - Eva Tamargo, atriz estadunidense.
  - Glenn McQueen, diretor de animação canadense (m. 2002).
  - Carol Vorderman, apresentadora de televisão britânica.
- 1961
  - Ilham Aliyev, político azeri.
  - Wade Williams, ator norte-americano.
- 1963
  - Humberto Gessinger, cantor, multi-instrumentista e escritor brasileiro.
  - Andrés Sanchez, dirigente esportivo e político brasileiro.
  - Neil Turbin, músico e compositor norte-americano.
- 1964 — Mark Valley, ator norte-americano.
- 1965
  - Mafalda Veiga, cantora e autora portuguesa.
  - Michel Cornelisse, ex-ciclista neerlandês.
- 1966 — Diedrich Bader, ator norte-americano.
- 1967 — Mikhail Shchennikov, ex-atleta russo.
- 1968 — Choi Jin-sil, atriz sul-coreana (m. 2008).
- 1969
  - Luis Musrri, ex-futebolista e treinador de futebol chileno.
  - Mark Millar, desenhista britânico.
- 1970
  - Amaury Nolasco, ator norte-americano.
  - Beatriz Sánchez, jornalista e política chilena.
- 1971 — Ricky Martin, cantor, compositor e ator porto-riquenho.
- 1973
  - Stephenie Meyer, escritora norte-americana.
  - Eddie Pope, ex-futebolista norte-americano.
- 1974
  - Marcelo Salas, ex-futebolista chileno.
  - Tadjou Salou, futebolista togolês (m. 2007).
  - Samuel Caballero, ex-futebolista homdurenho.
  - Fary Faye, ex-futebolista senegalês.
- 1976
  - Ángel Matos, taekwondista cubano.
  - Gun Pakdeevijit, ator, diretor, produtor, cantor e Youtuber tailandês.
- 1977 — Michael Raymond-James, ator norte-americano.
- 1978
  - Yıldıray Baştürk, ex-futebolista turco.
  - Souleymane Diawara, ex-futebolista senegalês.
- 1979
  - Pang Qing, ex-patinadora artística chinesa.
  - Rodrigo Mannara, ex-futebolista argentino.
  - Virginie Arnold, arqueira francesa.
  - Chris Hero, wrestler norte-americano.
- 1980
  - Stephen Appiah, ex-futebolista ganês.
  - Andrew Barron, ex-futebolista neozelandês.
  - Cassidey, atriz norte-americana de filmes eróticos.
  - Maarja-Liis Ilus, cantora estoniana.
  - Tomas Kalnoky, cantor, compositor e guitarrista norte-americano.
- 1981 — Justice Christopher, futebolista nigeriano (m. 2022).
- 1982 — Mickaël Roche, futebolista taitiano.
- 1983
  - Maarten Heijmans, ator e cantor neerlandês.
  - Irina Krush, jogadora de xadrez americana.
- 1984
  - Austin Stowell, ator norte-americano.
  - Rogerinho, ex-futebolista brasileiro.
- 1985
  - Léo Silva, futebolista brasileiro.
  - Natalia Ziganchina, ex-ginasta russa.
  - Matt Targett, nadador australiano.
- 1986
  - Theodor Gebre Selassie, ex-futebolista tcheco.
  - Riyo Mori, modelo japonesa.
  - Subrata Pal, ex-futebolista indiano.
  - Ana Brenda Contreras, atriz e cantora mexicana.
- 1987
  - Matías Cahais, futebolista argentino.
  - Yamaguchi Falcão, pugilista brasileiro.
- 1988 — Kim Jae-kyung, cantora sul-coreana.
- 1989
  - Daniel Durant, ator norte-americano.
  - Diafra Sakho, ex-futebolista senegalês.
  - Steve Johnson, tenista norte-americano.
- 1990 — Rogério Melo, futebolista brasileiro.
- 1991 — Louis Tomlinson, cantor britânico.
- 1992
  - Melissa Suffield, atriz britânica.
  - Serge Aurier, futebolista marfinense.
  - Michel Babatunde, futebolista nigeriano.
  - Darren Till, lutador britânico.
- 1993
  - Millie Brady, atriz inglesa.
  - Yuya Kubo, futebolista japonês.
- 1994
  - Phumlani Ntshangase, futebolista sul-africano.
  - Jennifer Valente, ciclista norte-americana.
- 1995
  - Fabrice Ondoa, futebolista camaronês.
  - Anett Kontaveit, ex-tenista estoniana.
- 1996 — Benjamin Voisin, ator francês.
- 1997
  - Celeste Dalla Porta, atriz italiana.
  - Stefan Airapetjan, cantor e compositor estónio-arménio.
- 1998 — Alexis Mac Allister, futebolista argentino.
- 1999 — Egor Žeško, cantor bielorrusso.
- 2000
  - Ethan Bortnick, cantor e pianista norte-americano.
  - Jesús Ferreira, futebolista colombiano-americano.

### Século XXI
- 2001 — Emma Weyant, nadadora estadunidense.
- 2002 — Joshua Primo, jogador canadense de basquete.

## Mortes

### Anteriores ao século XIX
- 0427 — Sisínio I de Constantinopla, arcebispo de Constantinopla (n. ?).
- 0738 — Maslama ibne Abedal Maleque ibne Maruane, general omíada (n. 705).
- 1281 — Henrique V do Luxemburgo (n. 1216).
- 1342 — Iolanda Paleóloga de Monferrato, condessa de Saboia (n. 1318).
- 1453 — John Dunstable, compositor medieval inglês (n. 1390).
- 1524 — Vasco da Gama, navegador português (n. 1469).
- 1629 — Isabel Sofia de Brandemburgo, nobre alemã (n. 1589).
- 1660 — Maria, Princesa Real e Princesa de Orange (n. 1631).
- 1684 — Baillie de Jerviswood, conspirador escocês (n. 1634).
- 1707 — Noël Coypel, pintor francês (n. 1628).
- 1716 — Margaret Holles, Duquesa de Newcastle-upon-Tyne (n. 1661).

### Século XIX
- 1850 — Frédéric Bastiat, economista e jornalista francês (n. 1801).
- 1862 — John Leycester Adolphus, jurista e escritor britânico (n. 1795).
- 1863 — William Makepeace Thackeray, romancista britânico (n. 1811)
- 1868 — Abraham Cooper, pintor britânico (n. 1787).
- 1872 — William John Macquorn Rankine, físico e engenheiro britânico (n. 1820).
- 1881 — Leonard Bacon, escritor norte-americano (n. 1802).
- 1898 — Charbel Makhlouf, monge e santo maronita (n. 1828).

### Século XX
- 1935 — Alban Berg, compositor austríaco (n. 1885).
- 1938 — Amália Luazes, pedagoga e escritora portuguesa (n. 1865).
- 1942 — François Darlan, militar e político francês (n. 1881).
- 1965
  - Pierre Louis Marie Galibert, prelado francês (n. 1887).
  - William Marrion Branham, religioso norte-americano (n. 1909).
- 1974 — Adriana Prieto, atriz brasileira (n. 1950).
- 1980 — Karl Dönitz, político alemão (n. 1891).
- 1982 — Louis Aragon, escritor francês (n. 1897).
- 1987 — Joop den Uyl, economista, jornalista e político neerlandês (n. 1919).
- 1988 — Fernando Coni Campos, cineasta brasileiro (n. 1933).
- 1992 — Peyo, cartunista e ilustrador belga (n. 1928).
- 1994 — Rossano Brazzi, ator e cantor italiano (n. 1916).
- 1997 — Toshiro Mifune, ator japonês (n. 1920).
- 1999
  - João Figueiredo, militar e político brasileiro, 30.° presidente do Brasil (n. 1918).
  - Maurice Couve de Murville, político francês (n. 1907).
  - Tito Guízar, ator mexicano (n. 1908).
- 2000
  - Laurence Chisholm Young, matemático alemão (n. 1905)
  - John Cooper, engenheiro e projetista britânico (n. 1923).

### Século XXI
- 2002
  - Altair Lima, ator e diretor brasileiro (n. 1936).
  - Miguel Busquets, futebolista chileno (n. 1920).
- 2003 — Hugo Argüelles, escritor mexicano (n. 1932).
- 2006 — João de Barro, compositor brasileiro (n. 1907).
- 2007
  - Maurice Vaneau, coreógrafo belga (n. 1926).
  - Cláudio Camunguelo, compositor e músico brasileiro (n. 1945).
- 2008
  - Harold Pinter, ator, diretor, poeta e roteirista britânico (n. 1930).
  - Samuel P. Huntington, economista norte-americano (n. 1927).
- 2009
  - Rafael Caldera, político e jurista venezuelano (n. 1916).
  - Marcus Bakker, político neerlandês (n. 1923).
  - Terry Lawless, empresário e treinador de boxe britânico (n. 1933).
- 2010 — Orestes Quércia, político brasileiro (n. 1938).
- 2011
  - Vicente, futebolista brasileiro (n. 1949)
  - Johannes Heesters, ator e cantor holandês (n. 1903)
- 2012
  - Richard Rodney Bennett, compositor britânico (n. 1936).
  - Charles Durning, ator norte-americano (n. 1923).
- 2013 — Valter Santos, dublador e ator brasileiro (n. 1954).
- 2014
  - Julio Monteiro Martins, escritor e professor brasileiro (n. 1955)
  - Hidetoshi Nakamura, dublador e ator japonês (n. 1954)
- 2015 — Olten Ayres de Abreu, árbitro de futebol brasileiro (n. 1928)
- 2016
  - Edwin Reinecke, político norte-americano (n. 1924)
  - Richard Adams, escritor inglês (n. 1920)
  - Liz Smith, atriz inglesa (n. 1921)
- 2017
  - Heather Menzies, atriz canadense (n. 1949)
  - John Charles Fiddy, compositor britânico (n. 1944)
  - Zena Bacar, cantora moçambicana (n. 1949).
- 2018 — Nilson Gibson, político brasileiro (n. 1935)
- 2019
  - Walter Horak, futebolista austríaco (n. 1931).
  - Dave Riley, músico estadunidense (n. 1960).
  - Giacomo Bazzan, ciclista italiano (n. 1950).
- 2021
  - José Villegas, futebolista mexicano (n. 1934).
  - António Badajoz, toureiro português (n. 1922).
- 2022 — Vittorio Adorni, ciclista italiano (n. 1937).
- 2023 — José Häring, prelado católico (n. 1940).
- 2024 — Alceu Collares, político brasileiro (n. 1927).

## Feriados e eventos cíclicos
- Véspera de Natal
- Dia do Órfão

### Cristianismo
- Adão e Eva
- Adela de Pfalzel
- Paula Elisabete Cerioli

## Outros calendários
- No calendário romano era o 9.º dia (IX) antes das calendas de janeiro.
- No calendário litúrgico tem a letra dominical A para o dia da semana.
- No calendário gregoriano a epacta do dia é xxvii.